# Пижма (приток на Мезен)
Пижма (Мезенска Пижма) (на руски: Пижма, Мезеньская Пижма) е река в Република Коми и Архангелска област на Русия, десен приток на Мезен. Дължина 236 km. Площ на водосборния басейн 3830 km².
Река Пижма води началото на 242 m н.в., във възвишението Четласки Камен (част от обширното Тиманското възвишение), на 5 km югозападно от езерото Ямозеро в северозападната част на Република Коми. След около 10 km навлиза на територията на Архангелска област и тече основно в югозападна посока в силно заблатени гъсти гори, през почти безлюдни райони, като течението ѝ е съпроводено от стотици меандри. Влива се отдясно в река Мезен, при нейния 390 km, на 61 m н.в., при село Родома, в източната част на Архангелска област. Основните ѝ притоци са леви: Четлас (95 km) и Шегмас (59 km). Има смесено подхранване с преобладаване на снежното, с ясно изразено пълноводие през май и юни. През лятото и есента често явление са епизодичните прииждания в резултат от поройни дъждове във водосборния ѝ басейн. Среден годишен отток на 61 km от устието 41,9 m³/s. Заледява се в края на октомври или началото на ноември, а се размразява в края на април или началото на май. По течението ѝ има само две постоянни населени места – селата Шегмас и Ларкино.